# 高木唯
高木 唯（たかぎ ゆい、1985年12月9日 - ）は、日本のフリーダイビング選手。

## 略歴
北海道斜里町（知床ウトロ）出身。北海道北見柏陽高等学校卒業。北海道知床在住。
テレビで小谷実可子がイルカと泳いでいるのを見て憧れ、潜水士の父親のもと、中学生のときからスキューバダイビングを始める。その後、沖縄へ移住し、アジアチャンピオン・篠宮龍三のスクールでフリーダイビングを始める。
2011年AIDAフリーダイビングワールドチャンピオンシップス日本代表となる。
2012年、バハマで行われた大会に出場したことを機に、競技としてのグリーダイビングからは引退。その後はマリンコーディネーターとして映画等の撮影に参加。流氷フリーダイビング主催。

## 参加作品
- あまちゃん
- 万引き家族
- 羊と鋼の森
- 劇場版コード・ブルー